# St. Pankratius (Schwifting)

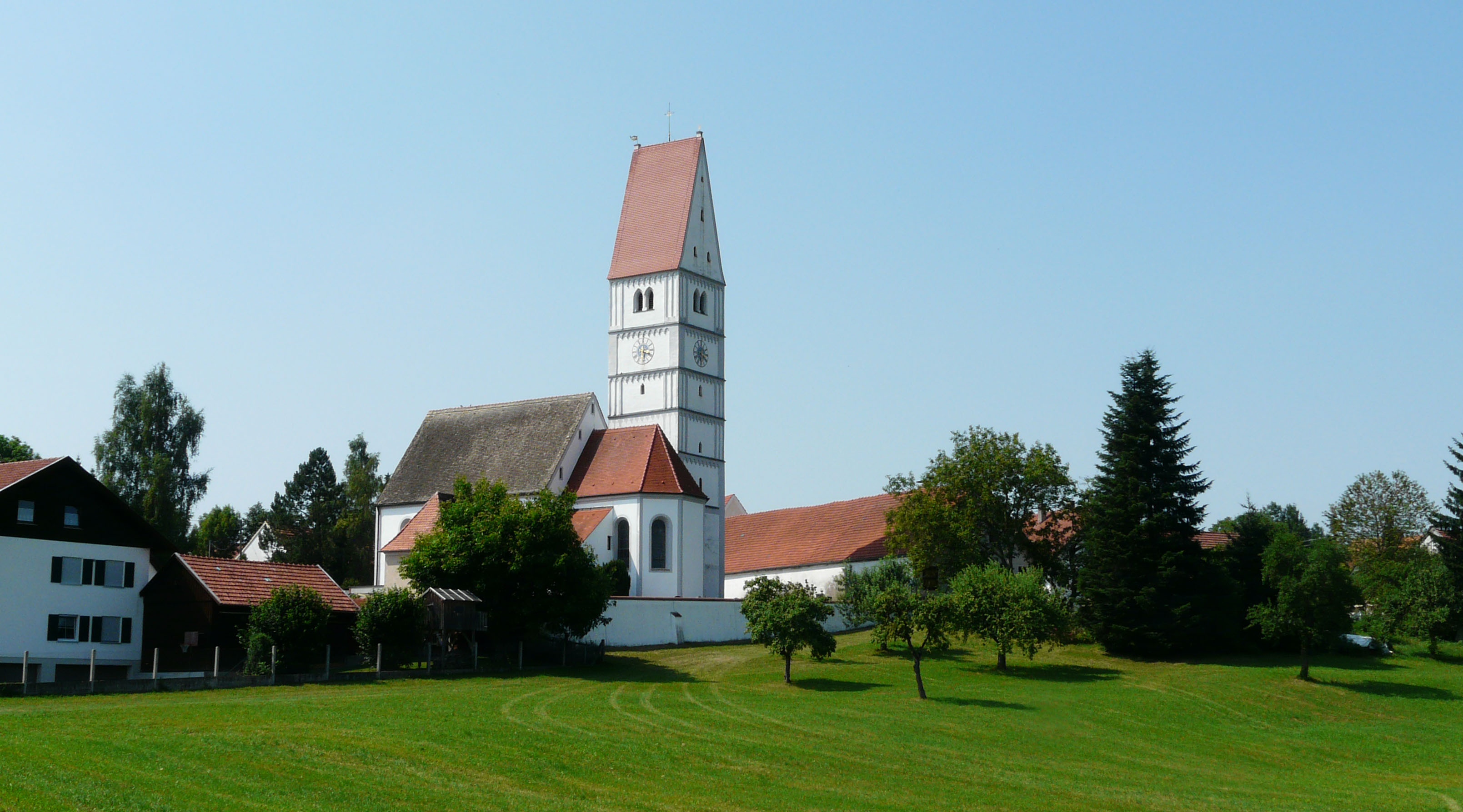
St. Pankratius in Schwifting

Die römisch-katholische Pfarrkirche St. Pankratius steht in Schwifting, einer Gemeinde im oberbayerischen Landkreis Landsberg am Lech. Sie ist in der Liste der Baudenkmäler in Schwifting als Baudenkmal unter der Nr. D-1-81-140-1 eingetragen. Die Kirche gehört zum Dekanat Landsberg des Bistums Augsburg.

## Beschreibung
Die spätgotische Saalkirche wurde um 1475 erbaut und um 1730 barock umgestaltet. Sie besteht aus dem Langhaus, dem eingezogenen, dreiseitig geschlossenen Chor im Osten, der Sakristei an der Südwand und dem Chorflankenturm mit Satteldach an der Nordwand des Chors. Im obersten Geschoss des Turms steht hinter den als Biforien gestalteten Klangarkaden der Glockenstuhl mit vier Glocken mit den Tönen c’, es’, f’ und as’, im Geschoss darunter ist die Turmuhr eingebaut. Die vier Glocken wurden 1947 vom Bochumer Verein für Gussstahlfabrikation gegossen. Im Vorbau an der Westseite des Langhauses befindet sich das Portal.
Der barock gestaltete Hochaltar entstand als Teil der Renovierung in den Jahren 1996 bis 2000, ausgeführt von dem Bildhauer Sebastian Fink aus Wallerstein in Zusammenarbeit mit dem Schreinermeister Michael Geiger und der Kirchenmalerwerksttte Pfister aus Heinrichshofen. Mittelpunkt des Altars ist eine Madonna mit Jesuskind von Lorenz Luidl. Sebastian Fink entwarf auch den Zelebrationsaltar aus Stein, der einen provisorischen Altar aus Holz ersetzte, und den Ambo.
Die Orgel mit 16 Registern auf zwei Manualen und Pedal wurde 1973 von Orgelbau Sandtner gebaut.